# Брайанс-Роуд
Брайанс-Роуд (англ. Bryans Road) — статистически обособленная местность в округе Чарльз, штат Мэриленд, США. На площади 39,8 км² (39,8 км² — суша, водоёмов нет), согласно переписи 2010 года, проживают 7 244 человек. Плотность населения составляет 180 чел/км².
- Телефонный код города — 301
- Почтовый индекс — 20616
- FIPS-код города — 24-10925[1]
- GNIS-идентификатор — 0589840[2]